# Herrarnas fristående i gymnastik vid olympiska sommarspelen 2012
Herrarnas fristående i gymnastik vid olympiska sommarspelen 2012 avgjordes den 5 augusti 2012 mellan 8 gymnaster från totalt 8 nationer. De deltagande kvalificerade sig för friståendet genom kvaltävlingen - däremot fick maximalt två gymnaster från samma land kvalificera sig.

## Medaljörer
| Gren                 | Guld         | Silver               | Brons                   |
| Herrarnas fristående | Zou Kai Kina | Kohei Uchimura Japan | Denis Abljazin Ryssland |

## Resultat

### Kval
| Placering | Gymnast            | Nation         | D Score | E Score | Pen. | Totalt | Qual. |
| --------- | ------------------ | -------------- | ------- | ------- | ---- | ------ | ----- |
| 1         | Zou Kai            | Kina           | 6.900   | 8.933   |      | 15.833 | Q     |
| 2         | Kōhei Uchimura     | Japan          | 6.700   | 9.066   |      | 15.766 | Q     |
| 3         | Flavius Koczi      | Rumänien       | 6.700   | 8.966   |      | 15.666 | Q     |
| 4         | Alexander Shatilov | Israel         | 6.600   | 9.033   |      | 15.633 | Q     |
| 4         | Jacob Dalton       | USA            | 6.600   | 9.033   |      | 15.633 | Q     |
| 6         | Tomás González     | Chile          | 6.500   | 9.033   |      | 15.533 | Q     |
| 7         | Marcel Nguyen      | Tyskland       | 6.500   | 8.933   |      | 15.433 | Q     |
| 8         | Denis Abljazin     | Ryssland       | 6.900   | 8.833   | 0.3  | 15.433 | Q     |
| 9         | Ryohei Kato        | Japan          | 6.600   | 8.833   |      | 15.433 | R     |
| 10        | Gael da Silva      | Frankrike      | 6.500   | 8.900   |      | 15.400 | R     |
| 11        | Kristian Thomas    | Storbritannien | 6.300   | 9.066   |      | 15.366 | R     |

### Final
| Plac. | Gymnast            | Nation   | D Score | E Score | Pen. | Totalt |
| ----- | ------------------ | -------- | ------- | ------- | ---- | ------ |
| 1     | Zou Kai            | Kina     | 6.900   | 9.033   |      | 15.933 |
| 2     | Kohei Uchimura     | Japan    | 6.700   | 9.100   |      | 15.800 |
| 3     | Denis Ablyazin     | Ryssland | 7.100   | 8.700   |      | 15.800 |
| 4     | Tomás González     | Chile    | 6.500   | 8.866   |      | 15.366 |
| 5     | Jacob Dalton       | USA      | 6.400   | 8.933   |      | 15.333 |
| 6     | Alexander Shatilov | Israel   | 6.600   | 8.733   |      | 15.333 |
| 7     | Flavius Koczi      | Rumänien | 6.700   | 8.500   |      | 15.200 |
| 8     | Marcel Nguyen      | Tyskland | 6.600   | 8.466   |      | 14.966 |